# Charles Münch

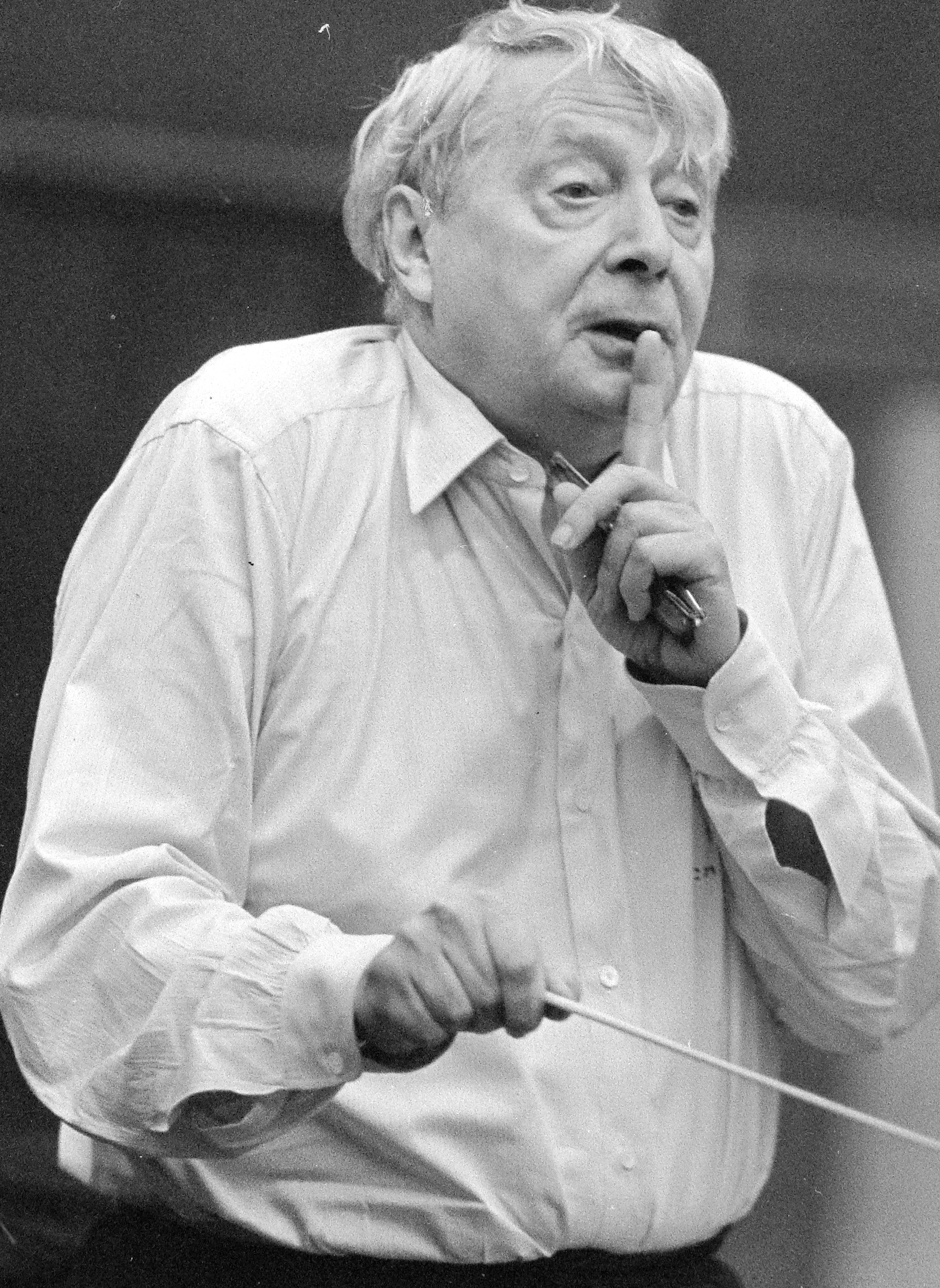
Charles Münch im ungarischen Radio, 1966, Budapest

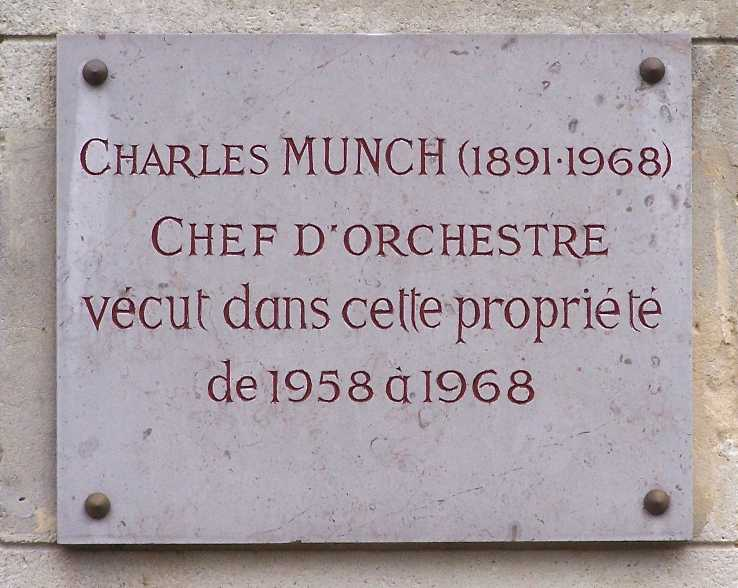
Gedenktafel für Charles Münch in Louveciennes (Yvelines, France).

Charles Münch (auch: Charles Munch) (* 26. September 1891 in Straßburg, Deutsches Kaiserreich; † 6. November 1968 in Richmond, Virginia) war ein französischer Dirigent elsässischer Abstammung.

## Leben
Charles Münch war der Sohn des Elsässer Organisten und Chorleiters Ernst Münch. Der Organist Eugene Münch war sein Onkel.
Er studierte Geige am Konservatorium Straßburg und 1912 bei Lucien Capet in Paris. Einer seiner Lehrer am Straßburger Konservatorium war Hans Pfitzner.
Als Elsässer wurde er beim Ausbruch des Ersten Weltkrieges als Artillerie-Sergeant zum Deutschen Heer eingezogen. Bei Péronne erlitt er 1916 eine Gasvergiftung und in der Schlacht von Verdun eine Schussverletzung. Nach Kriegsende kehrte er ins Elsass (nun wieder in französischer Hand) zurück und erhielt 1919 die französische Staatsbürgerschaft.
Nach weiteren Studien bei Carl Flesch in Berlin verfolgte Charles Münch eine Solistenkarriere und lehrte Violine am Straßburger Konservatorium (1919) und dann am Leipziger Konservatorium. Von 1926 bis 1932, während Wilhelm Furtwänglers Amtszeit, war er Konzertmeister des Leipziger Gewandhausorchesters. Während dieser Zeit studierte er das Dirigieren. Zurück in Frankreich gab er im November 1932 in Paris sein Debüt als Dirigent in einem selbstfinanzierten Konzert mit dem Orchestre Straram. Seine 1933 erfolgte Heirat mit Geneviève Maury, der Enkelin eines der Gründer des Nestlé-Konzerns, ermöglichte ihm die Finanzierung seiner weiteren Karriere.
Von 1933 bis 1940 bildete er sich im Dirigieren bei Alfred Szendrei in Paris weiter. Von 1935 bis 1938 war er Dirigent des von Alfred Cortot gegründeten Orchestre de la Société Philharmonique in Paris und 1936 erhielt er eine Stelle als Lehrer an der École Normale de Musique de Paris. 1938 wurde er zum Direktor der Société des Concerts du Conservatoire de Paris ernannt und behielt diesen Posten während der deutschen Besetzung im Zweiten Weltkrieg.
Er lehnte die Zusammenarbeit mit den Nationalsozialisten ab und unterstützte stattdessen den französischen Widerstand, die Résistance; er wurde 1945 mit den Orden der Ehrenlegion ausgezeichnet.
Münchs Karriere nahm nach dem Krieg schnell Fahrt auf. Er debütierte in den USA als Gastdirigent des Boston Symphony Orchestra im Dezember 1946. 1948 folgte eine Tournee durch die USA mit dem Orchestre de la Radio nationale de France. 1949 wurde er zum Musikdirektor des Boston Symphony Orchestra ernannt, mit welchem er und Pierre Monteux 1952 eine erste Europa-Tournee unternahmen. 1950 wurde Münch in die American Academy of Arts and Sciences gewählt. 1956 folgte eine weitere Tournee durch Europa und die Sowjetunion. 1962 zog sich Charles Münch von seinem Posten am Boston Symphony Orchestra zurück und war fortan als Gastdirigent tätig. Er half Serge Baudo 1967 bei der Gründung des Orchestre de Paris. Als er mit dem Orchestre de Paris auf einer Amerika-Tournee war, starb er 1968 in Richmond.
Münch erlangte Anerkennung als Interpret des französischen Repertoires. Seine Aufführungen zeichneten sich durch Spontaneität, Farbe und Eleganz aus. Die französische Musik des 20. Jahrhunderts nahm in seinen Programmen einen herausragenden Platz ein. Er brachte neue Werke der Komponisten seiner eigenen Generation, der Franzosen Albert Roussel und Darius Milhaud, des französisch-schweizerischen Komponisten Arthur Honegger und von anderen zur Aufführung. Seine Aufnahmen dieser Werke mit dem Boston Symphony Orchestra für RCA Records gelten bis heute als Klassiker ihrer Art. Aber Münch hatte auch ein gutes Gespür für die zeitgenössische Musik anderer Länder, wie man es an seinen wenigen, aber wichtigen Aufnahmen von Martinu, Piston und Barber hören kann. In der Tat war Münchs Engagement für amerikanische Musik während seiner Bostoner Jahre fast so stark wie seine Treue zu neuen französischen Werken. In seiner Pariser Zeit führte er neue Werke in die Programme des Lamoureux-Orchesters, der Shihoan-Konzerte und der Straram-Konzerte ein.
Er schrieb das Werk Je suis chef d’orchestre (1954).